# Cimbrișor
Cimbrișor (Thymus serpyllum) este o specie de plante perene, erbacee, la bază semilemnificată,  din genul Thymus, cu flori purpurii sau roz și violet, rar albe,  care înflorește vara—toamna. Este ruda cu cimbrul de câmp, ( Thymus vulgaris ) care mai este numit tămâiță sau iarba cucului. Cimbrișorul crește in zona montana, pe pajiști sau pășuni alpine, în locuri mai greu accesibile precum stâncăriile.

## Caracteristici

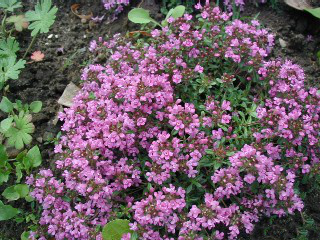

- Florile sunt purpurii sau roz și violet, rar albe având caliciul cilindric-campanulat cu cinci dinți, trei superiori, scurți, doi inferiori, lungi, tub floral scurt, pubescent, în exterior corola cu baza superioară ovată, emarginată, patru-unghiulară. Florile sunt așezate în verticile, grupate în capitule sau raceme, formând covoare[1].

- Frunzele sunt  mici, aromatice, liniare, eliptic-ovate sau rotunjite, plane, nedentate, pețiolate, opuse, pubescente[1].

- Tulpina  are 3-5 centimetri înălțime, ascendentă.

## Înmulțire
Se înmulțește prin semințe și prin divizare.

## Beneficii
Se folosește atât pentru condimentarea alimentelor cât și pentru prepararea unor ceaiuri în medicina naturistă. Are o acțiune diuretică și antiseptică intestinală, dar se recomandă ca stomahic-aromatic în tusea spastică, convulsivă și astmatică .
Cimbrișorul este o sursă de nectar pentru albine.
Denumirea științifică
Cimbrișorul  mov